# Malawisaurus
 Malawisaurus  ist eine Gattung sauropoder Dinosaurier aus der Gruppe der Titanosauria, die während der Unterkreide in Afrika lebte. Fossile Überreste stammen aus dem nördlichen Malawi und schließen neben Knochen des Postcraniums (Restskelett) auch Teile des Schädels mit ein, was für Sauropoden eine Seltenheit darstellt. Malawisaurus zeichnete sich durch einen kurzen und hohen Schädel aus; der Körper war mit Hautknochenplatten (Osteoderme) bedeckt. Es handelte sich um einen sehr basalen (ursprünglichen) Titanosauria. Einzige bekannte Art ist Malawisaurus dixeyi.

## Merkmale
Malawisaurus war ein etwa 16 Meter langer, vierbeiniger Pflanzenfresser mit langem Hals und Schwanz. Die Schädelknochen deuten auf einen kurzen und hohen Schädel, der jenen von Brachiosaurus und Camarasaurus mehr ähnelt als den niedrigen und langgestreckten Schädeln abgeleiteter (fortgeschrittener) Titanosauria. So war die Schnauze hoch, kurz und stumpf, worauf das relativ hohe Zwischenkieferbein (Prämaxillare) hinweist. Die Zahnreihe erstreckte sich über zwei Drittel der Länge des Unterkiefers, im Gegensatz zu abgeleiteteren Titanosauria, bei denen die Zähne auf den vordersten Bereich der Schnauze beschränkt waren. Auf jeder Seite des paarigen Unterkiefers saßen je 15 Zähne, die zwar im Vergleich mit abgeleiteteren Titanosauria relativ breit, jedoch nicht löffelförmig wie bei Camarasaurus und Brachiosaurus waren.
Das übrige Skelett zeichnete sich wie bei vielen anderen Titanosauria durch stark procoele (auf der Vorderseite konkave) vordere Schwanzwirbel und sechs Kreuzbeinwirbel aus. Es wurden zwei Typen von Osteodermen gefunden: Neben kleinen, schuppenförmigen Elementen wurde eine größere, 19 cm lange und 9,5 cm breite Platte entdeckt. Die Osteoderme ähneln denjenigen von Saltasaurus. Von allen anderen Gattungen lässt sich Malawisaurus durch eine Autapomorphie am Zwischenkieferbein abgrenzen: Der aufsteigende Fortsatz dieses Knochens ist vertikal ausgerichtet und befindet sich sehr nahe an der Schnauzenspitze.

## Systematik
Malawisaurus wird in fast allen Studien als einer der ursprünglichsten Titanosauria betrachtet – lediglich Andesaurus scheint eine noch ursprünglichere Stellung einzunehmen. Abweichend von diesem Konsens vermuten jedoch zwei Studien, dass Malawisaurus näher mit Saltasaurus und Neuquensaurus verwandt war als es Opisthocoelicaudia ist.

## Forschungsgeschichte und Funde
Der erste Fund wurde 1928 von Sidney Henry Haughton als neue Art der Gattung Gigantosaurus beschrieben – als Gigantosaurus dixeyi. Die Gattung Gigantosaurus wurde bereits 1908 von Eberhard Fraas beschrieben, auf Grundlage von Fossilien aus dem berühmten Fundort Tendaguru in Tansania. Fraas beschrieb zwei Arten dieser Gattung – die Typusart Gigantosaurus africanus sowie Gigantosaurus robustus. Wie sich später jedoch herausstellte, war der Name Gigantosaurus bereits an einen anderen Sauropoden aus England vergeben, woraufhin die Gattung nachträglich in Tornieria umbenannt wurde (Sternfeld, 1911) – die drei Arten wurden seitdem folglich als Tornieria robusta, Tornieria africana und Tornieria dixeyi geführt. Die Art Tornieria robusta wird heute als eigene Gattung unter dem Namen Janenschia geführt, wobei Tornieria africana die einzige heute gültige Tornieria-Art bildet.
Die malawische Art Tornieria dixeyi wurde 1993 als eigene Gattung von Forschern um Louis L. Jacobs neu beschrieben – als Malawisaurus dixeyi. Der Name weist auf das Land Malawi, wo die Fossilien entdeckt wurden. Der Fund, wie er bereits von Haughton beschrieben wurde, besteht aus einem vorderen Schwanzwirbel, einem rechten Schambein (Pubis), einem fragmentarischen Schulterblatt (Scapula) sowie Brustbeinen (Sternum). Als Holotyp für Malawisaurus wurde der vordere Schwanzwirbel ausgewählt (Exemplarnummer SAM 7405). Zusätzlich schrieben Jacobs und Kollegen der neuen Art ein Zwischenkieferbein (Prämaxillare), einen Unterkiefer (Dentale), Zähne, einige Wirbel, Brustbeine sowie ein Sitzbein (Ischium) zu. Die Funde stammen aus dem Mwakasyunguti-Gebiet im nördlichen Malawi; die Gesteinsschichten – die sogenannten Dinosaur Beds – zählen zur Lupata-Gruppe.
Weitere Malawisaurus-Fossilien wurden 1987, 1989, 1990 und 1992 von Exkursionen des Malawi Dinosaur Project geborgen, einem Gemeinschaftsprojekt des Malawischen Ministeriums für Antiquitäten und der Southern Methodist University in Dallas (USA). Die Funde stammen aus verschiedenen Fundorten im Mwakasyunguti-Gebiet und schließen unter anderem verschiedene Schädelknochen, Wirbel und Elemente der Gliedmaßen mit ein. Diese Funde, sowie eine weitere, zeitgenössische Gattung mit längerem Schädel, Karongasaurus, wurden 2005 von Elizabeth Gomani beschrieben.